# Palacios de la Sierra
Palacios de la Sierra est une commune d'Espagne dans la communauté autonome de Castille-et-León, province de Burgos. Elle s'étend sur 70,4 km2 et comptait environ 814 habitants en 2011.